# Молдавская возвышенность

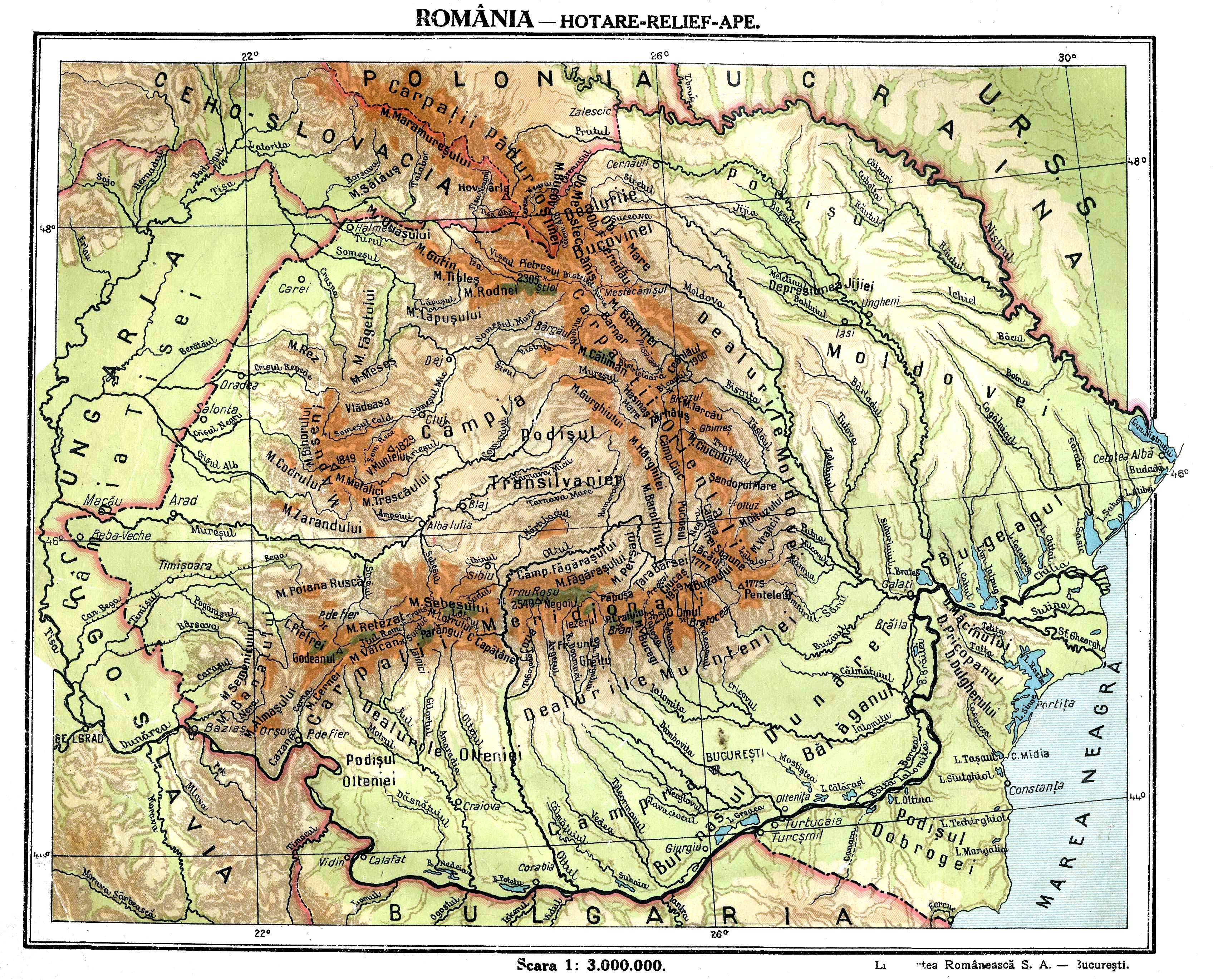
Физическая карта Молдовской возвышенности.

Молда́вская возвы́шенность (рум. Podişul Moldovei) — возвышенность на востоке Румынии, между реками Прут и Сирет.
Протяжённость с северо-запада на юго-восток составляет около 300 км, максимальная высота — 564 м (в пределах плато Бырлад). Возвышенность сложена известняками, песчаниками и глинами неогенового возраста. Состоит из изолированных гряд холмов с плоскими междуречьями и крутыми склонами, глубоко расчленёнными оврагами и притоками рек Прут, Сирет и Бырлад.
Климат умеренно континентальный; количество осадков в год варьируется от 600—700 мм на севере до 400—500 мм на юге. Преобладает лесостепная растительность. На междуречьях сохранились лесные массивы: буковые на севере, дубовые с примесью граба на юге. Значительная часть возвышенности используется в сельском хозяйстве: поля для пшеницы и кукурузы, сады, виноградники.